# Türi (commune)
Ne doit pas être confondu avec la ville éponyme, Türi.
Türi est une commune estonienne du Järvamaa au centre du pays. Elle compte 10 774 habitants au 1er janvier 2020,.

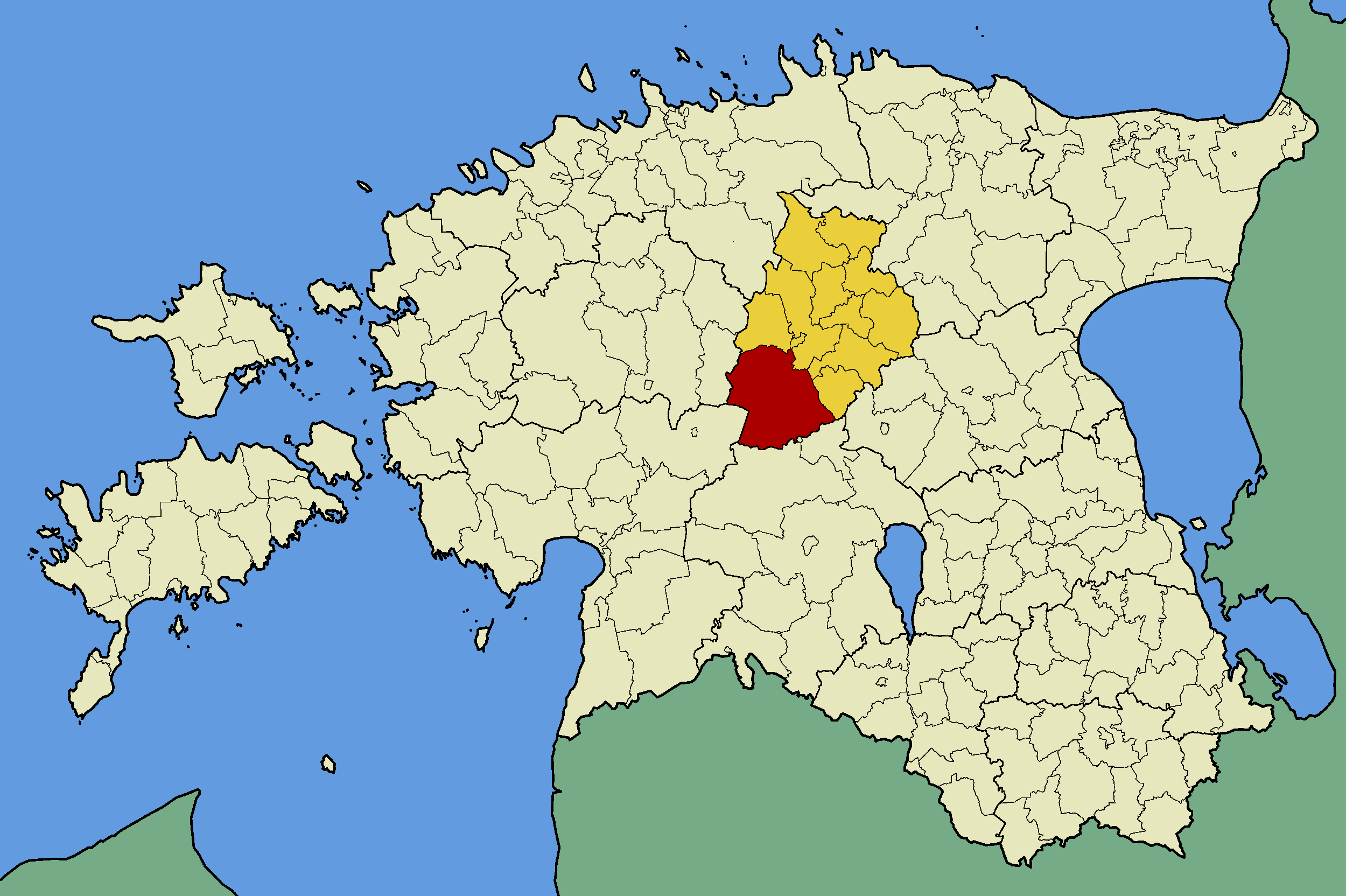
Commune de Türi (rouge)
dans le Järvamaa (jaune).

## Ville, bourgs et villages
Elle comprend la ville de Türi, deux bourgs, Oisu et Särevere , et trente-cinq villages : Arkma, Jändja, Kabala, Kahala, Karjaküla, Kirna, Kolu, Kurla, Kärevere, Laupa, Lokuta, Meossaare, Metsaküla, Mäeküla, Näsuvere, Ollepa, Pala, Pibari, Poaka, Põikva, Rassi, Raukla, Retla, Rikassaare, Saareotsa, Sagevere, Taikse, Tori, Tännassilma, Türi-Alliku, Vilita, Villevere, Väljaotsa, Äiamaa, Änari.

## Démographie
| 2015   | 2016   | 2017   | 2018   |
| ------ | ------ | ------ | ------ |
| 11 437 | 11 240 | 10 937 | 10 918 |

| 2019   | 2021   | 2022   | - |
| ------ | ------ | ------ | - |
| 10 786 | 10 695 | 10 623 | - |

## Transports
Plusieurs routes majeures traversent la commune : Pärnu-Rakvere-Sõmeru, Tallinn-Rapla-Türi, Tallinn-Imavere-Viljandi.
La route nationale 5 de Pärnu à Rakvere et la ligne de Tallinn à Viljandi (et) passent par Türi.
Il y a 5 gares ferroviaires dans la paroisse : Türi, Käru, Taikse, Kärevere et Ollepa.

## Jumelages
| Ville | Ville        | Pays | Pays      |
| ----- | ------------ | ---- | --------- |
|       | Agros        |      | Chypre    |
|       | Bad Kötzting |      | Allemagne |
|       | Chojna       |      | Pologne   |
|       | Frogn        |      | Norvège   |
|       | Holstebro    |      | Danemark  |
|       | Houffalize   |      | Belgique  |
|       | Ingå         |      | Finlande  |
|       | Judenburg    |      | Autriche  |
|       | Karkkila     |      | Finlande  |
|       | Kőszeg       |      | Hongrie   |
|       | Loimaa       |      | Finlande  |
|       | Prienai      |      | Lituanie  |
|       | Préveza      |      | Grèce     |
|       | Sigulda      |      | Lettonie  |
|       | Siret        |      | Roumanie  |
|       | Siuntio      |      | Finlande  |
|       | Säkylä       |      | Finlande  |
|       | Åmål         |      | Suède     |

## Galerie

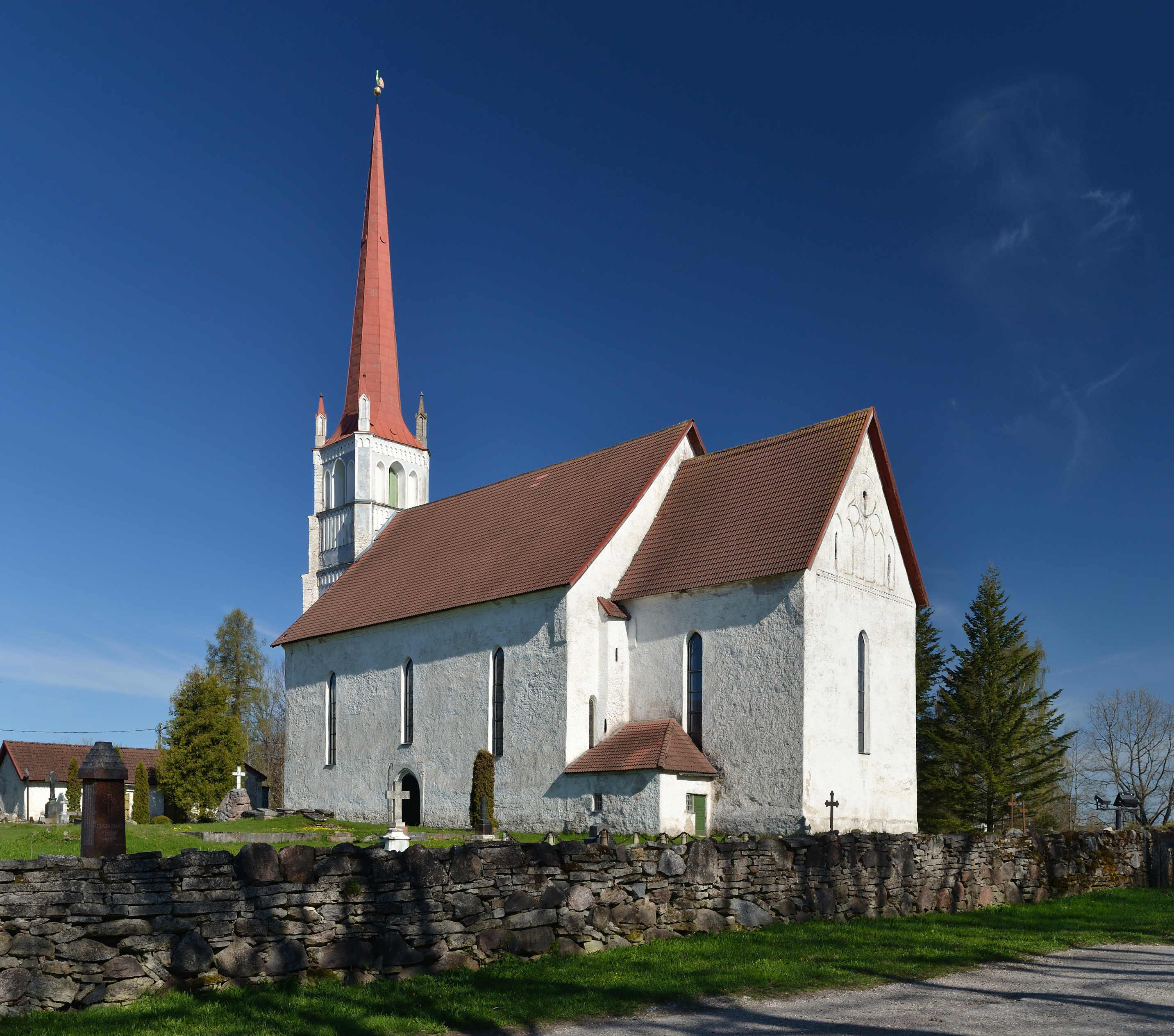
Église de Türi.
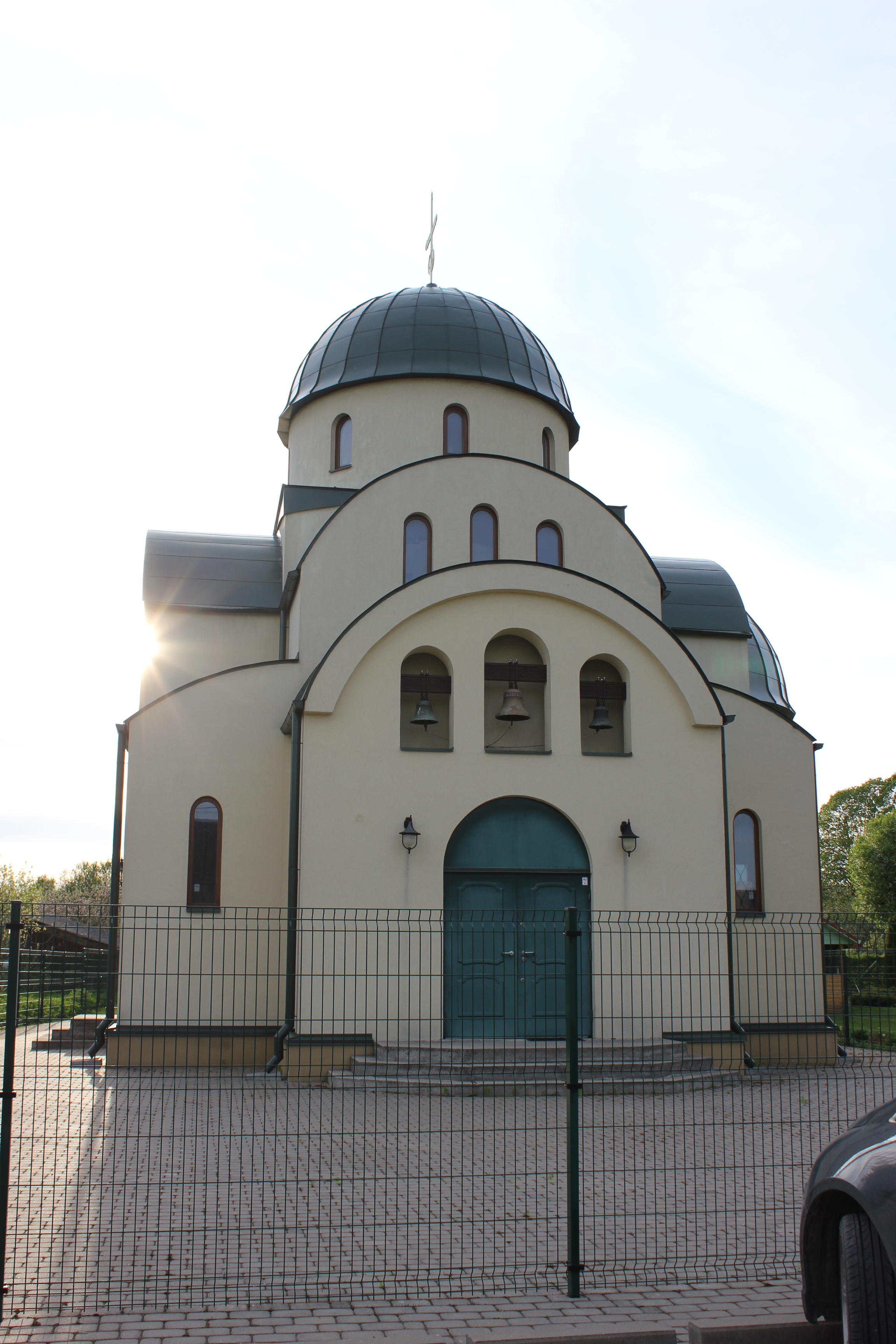
Église de la Sainte Trinité.
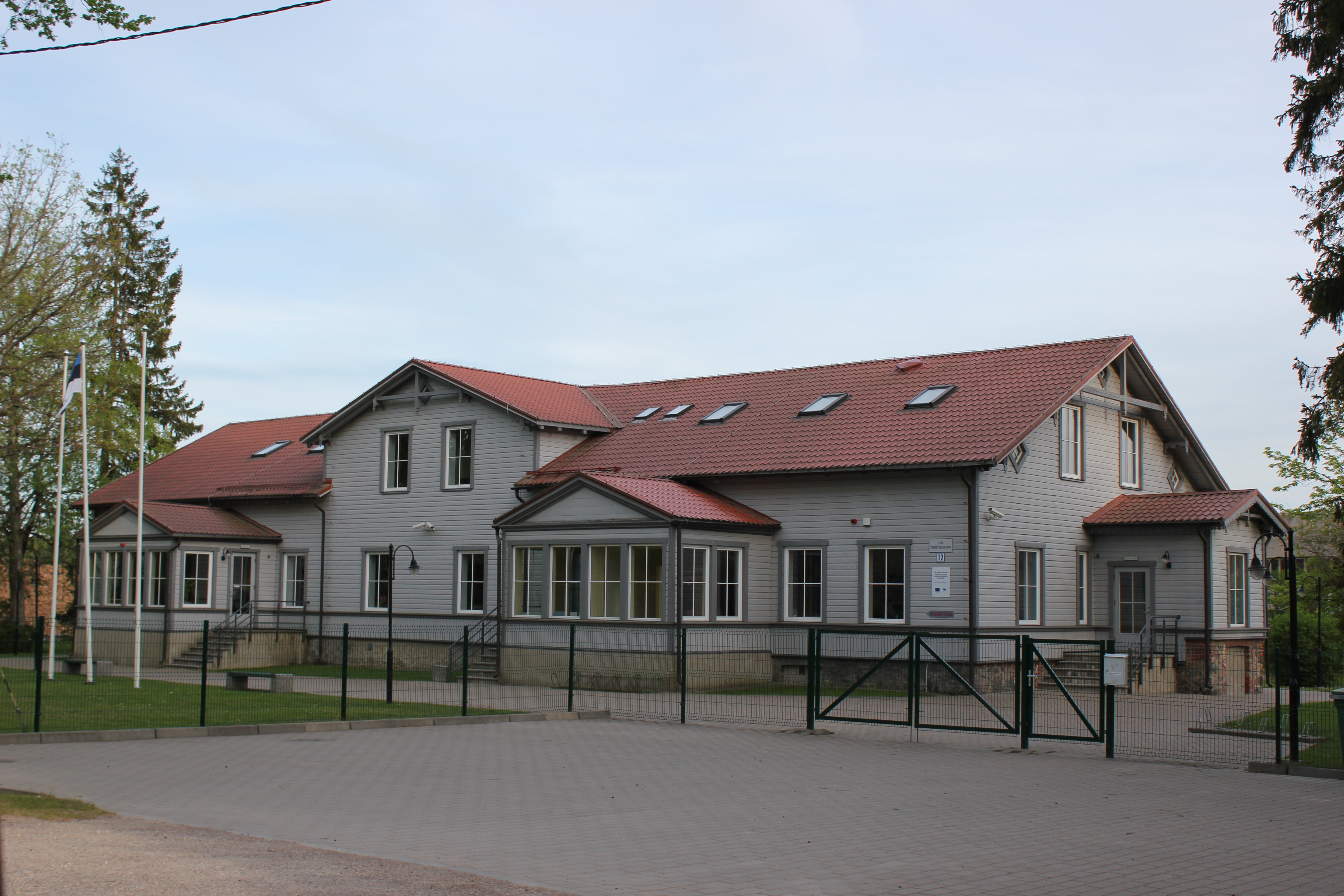
École de gestion de Türi.
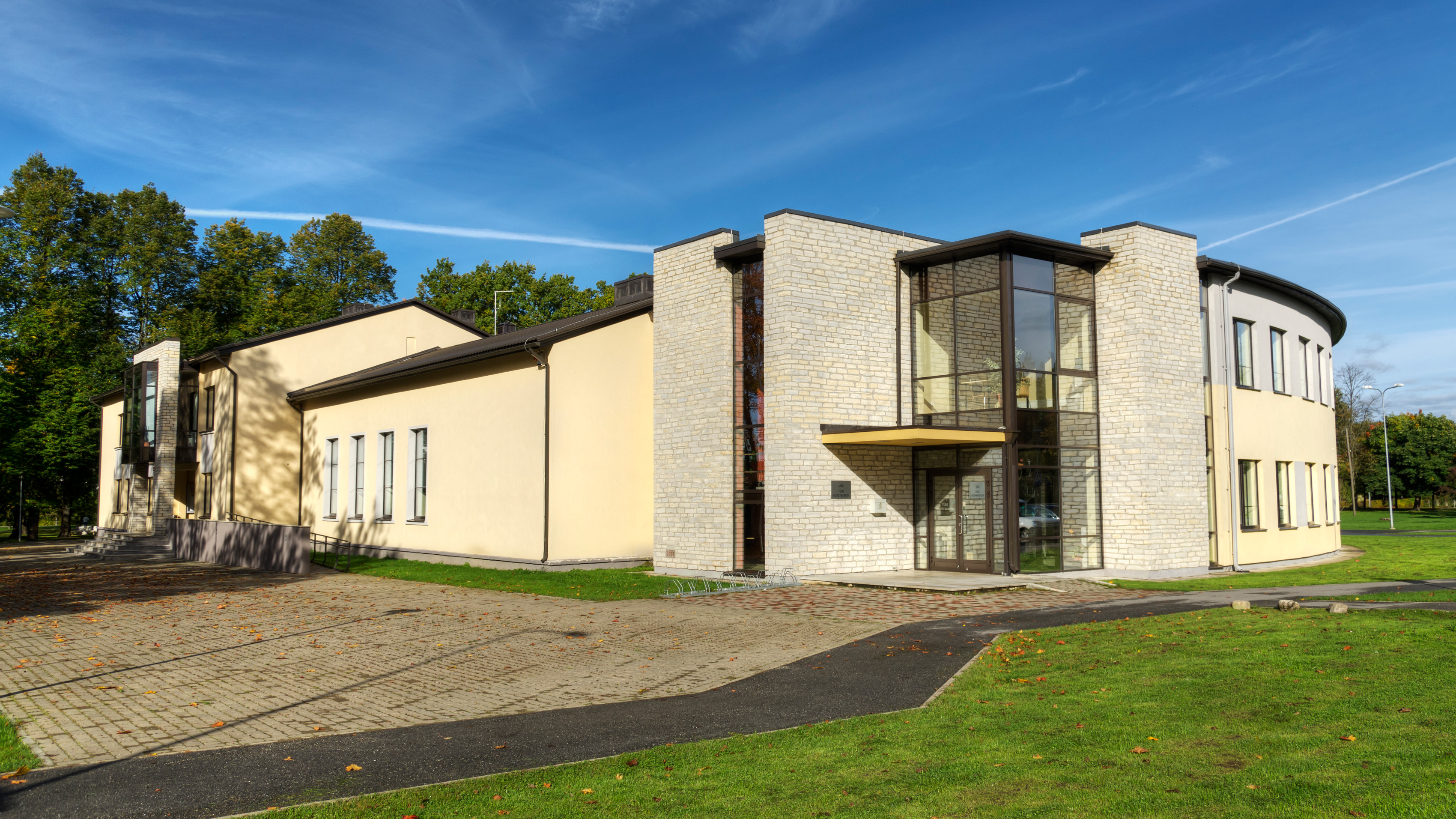
Maison de la Culture.
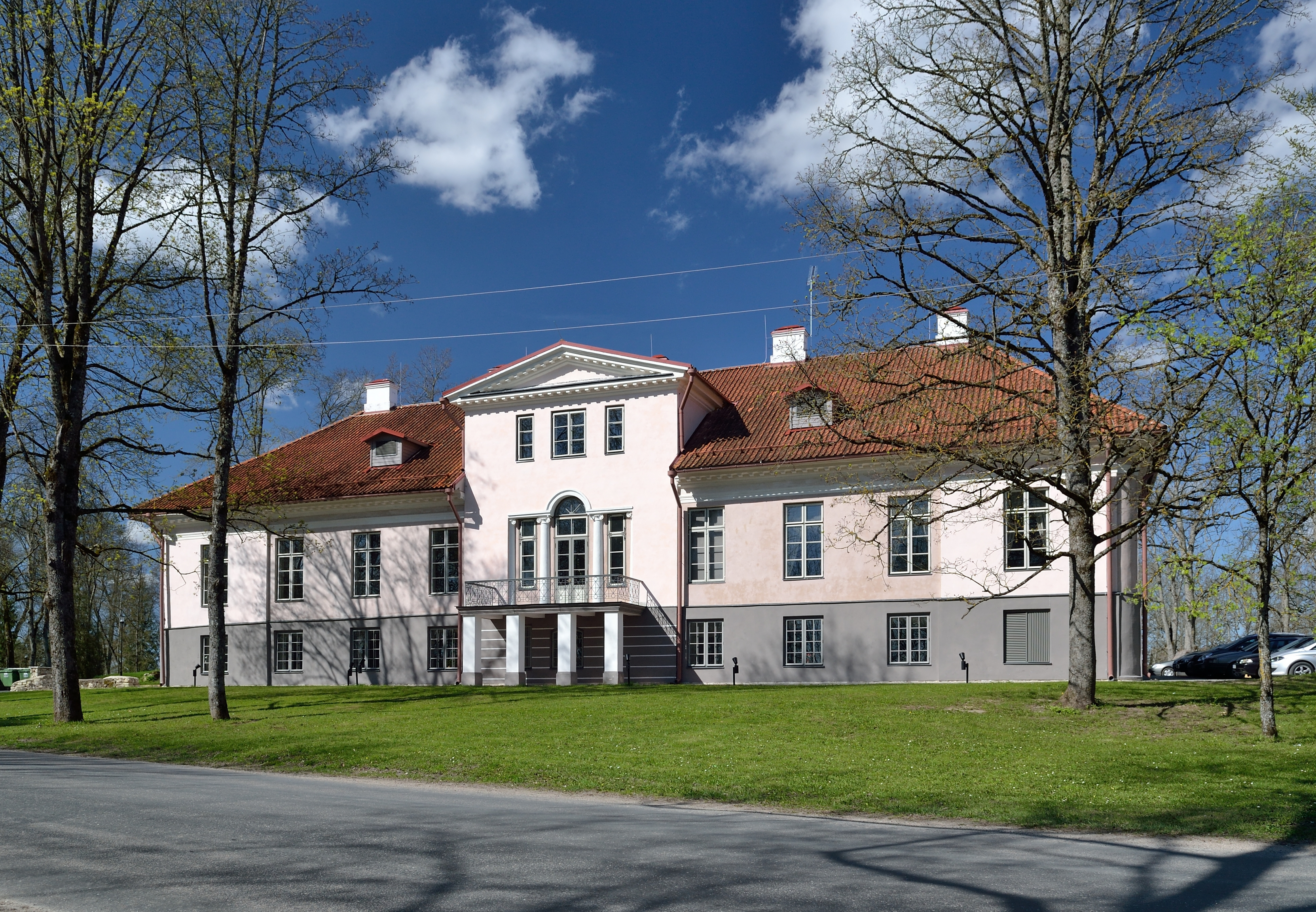
Manoir de Väätsa.
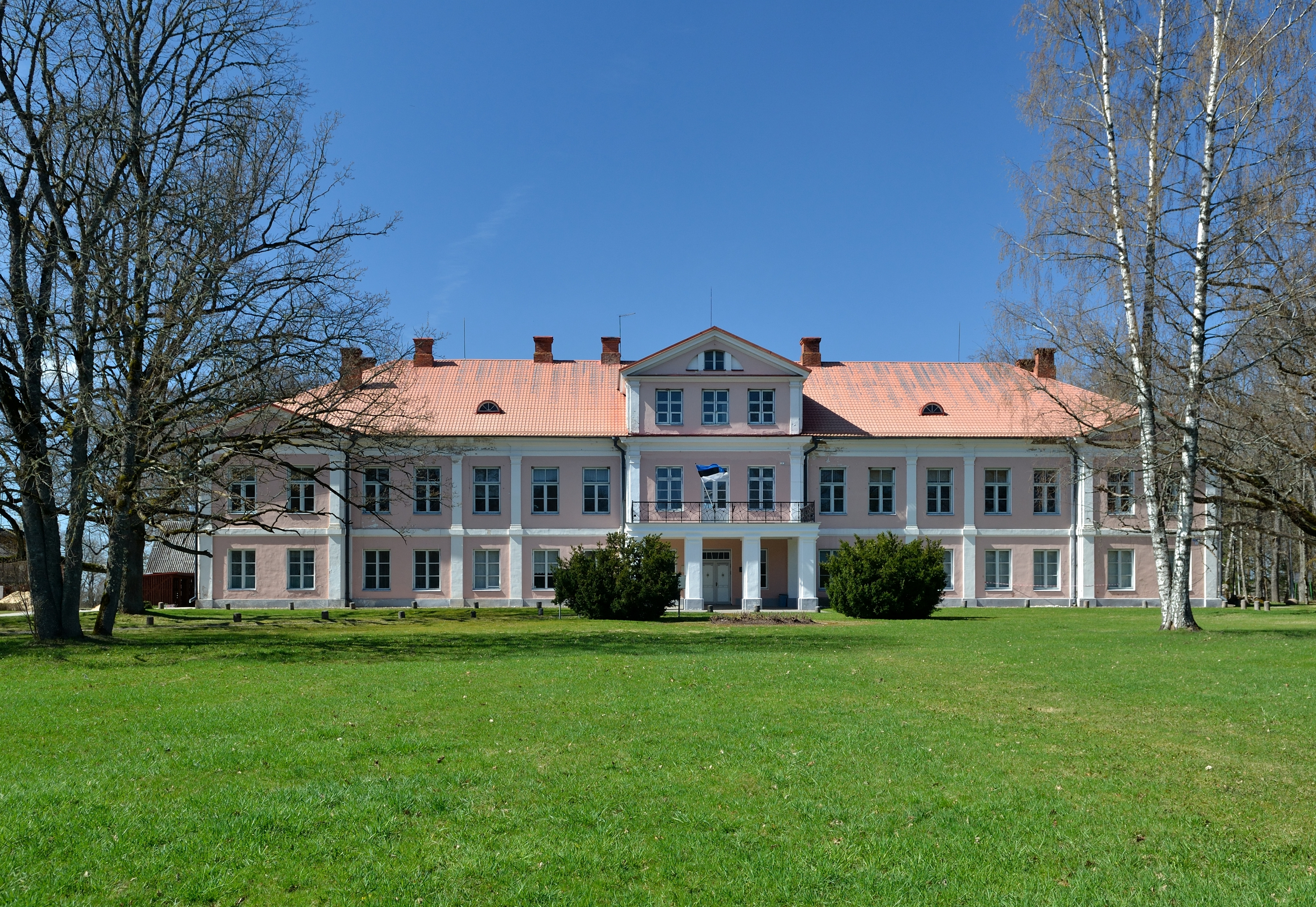
Manoir de Kabala.
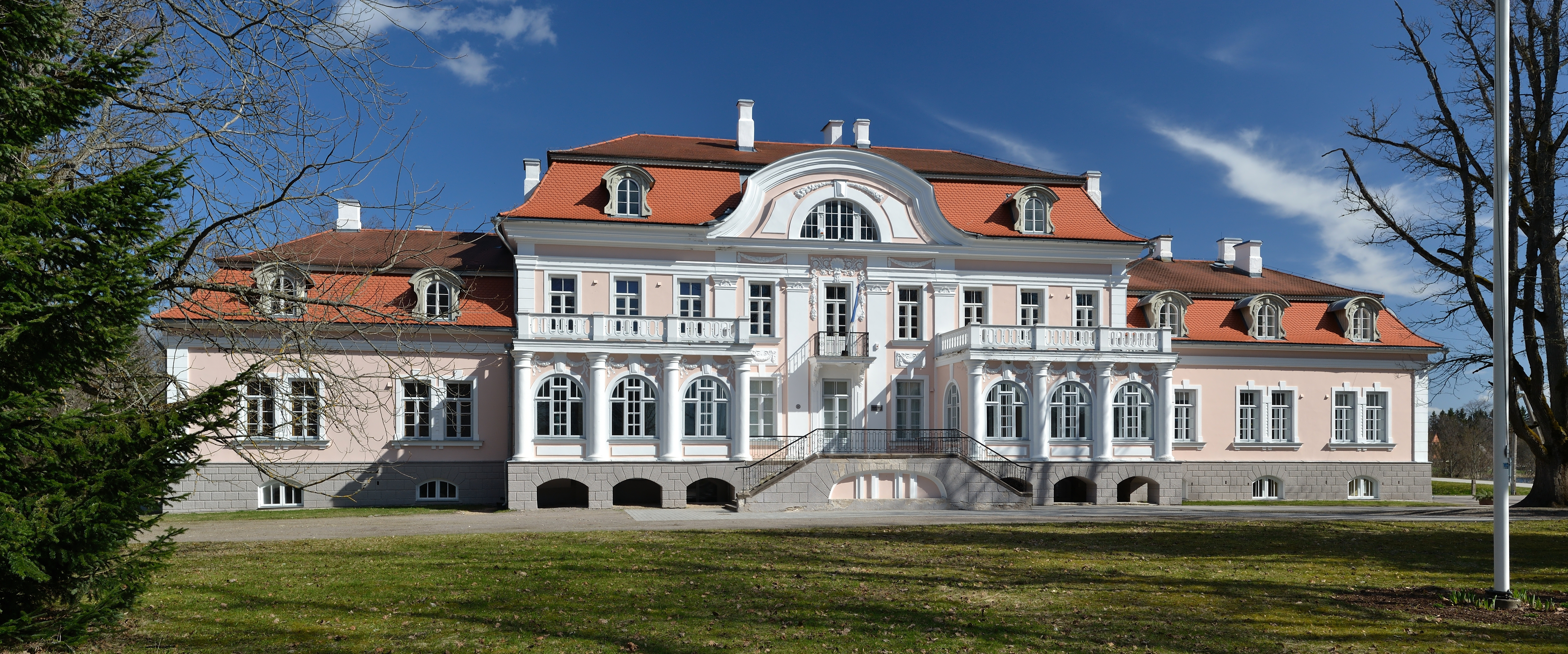
Manoir de Laupa.
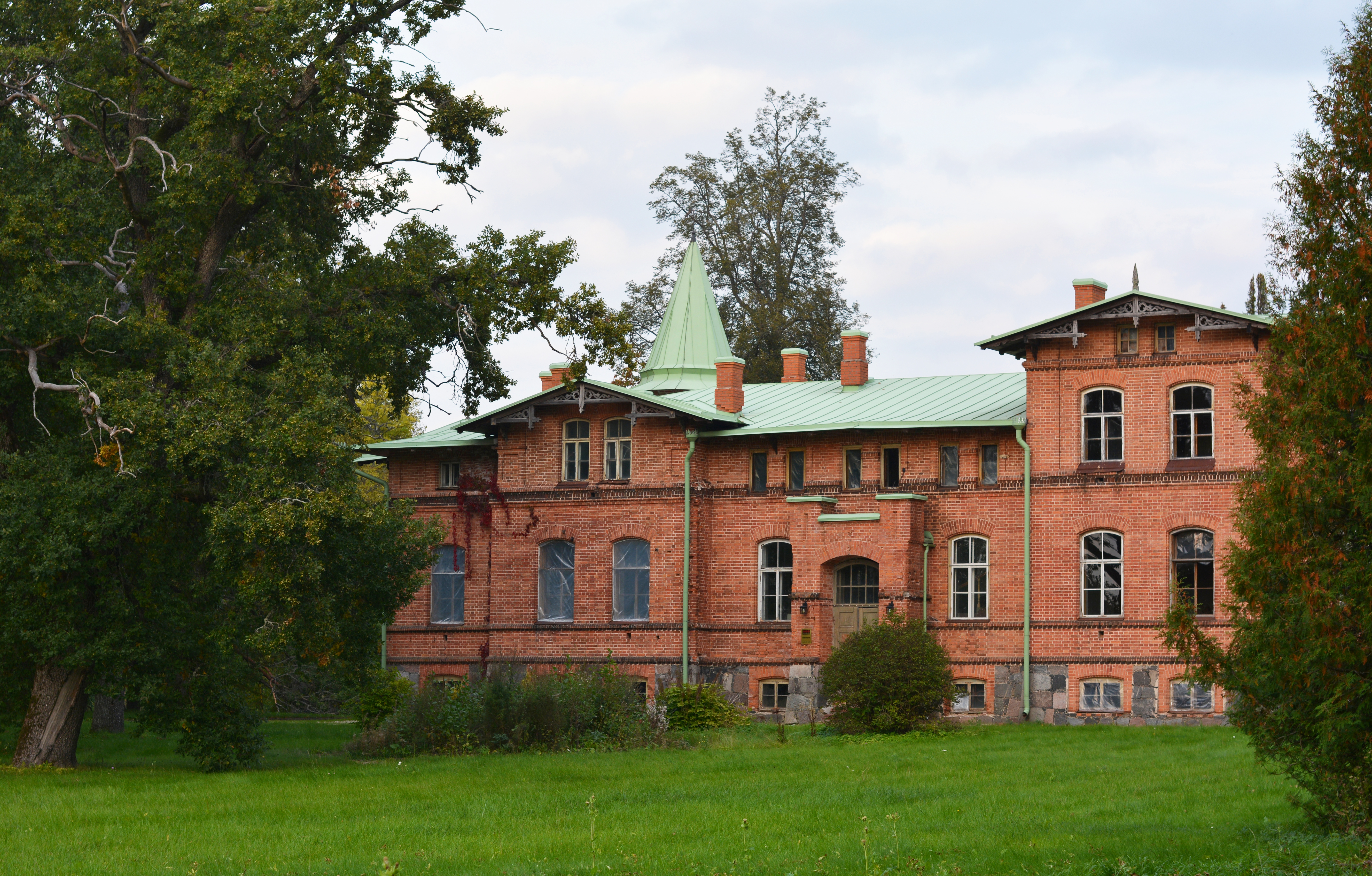
Manoir de Kolu.
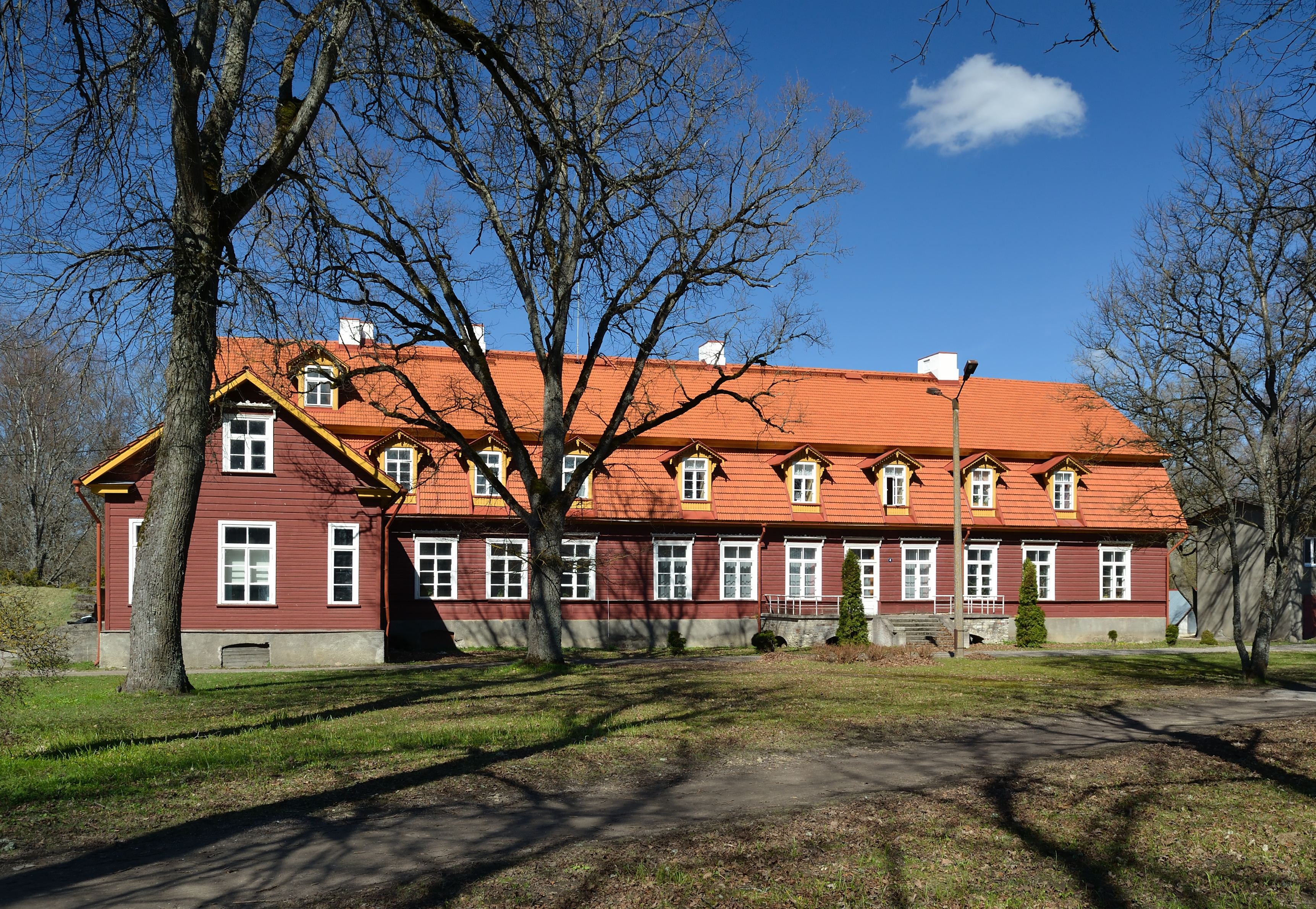
Manoir de Särevere.
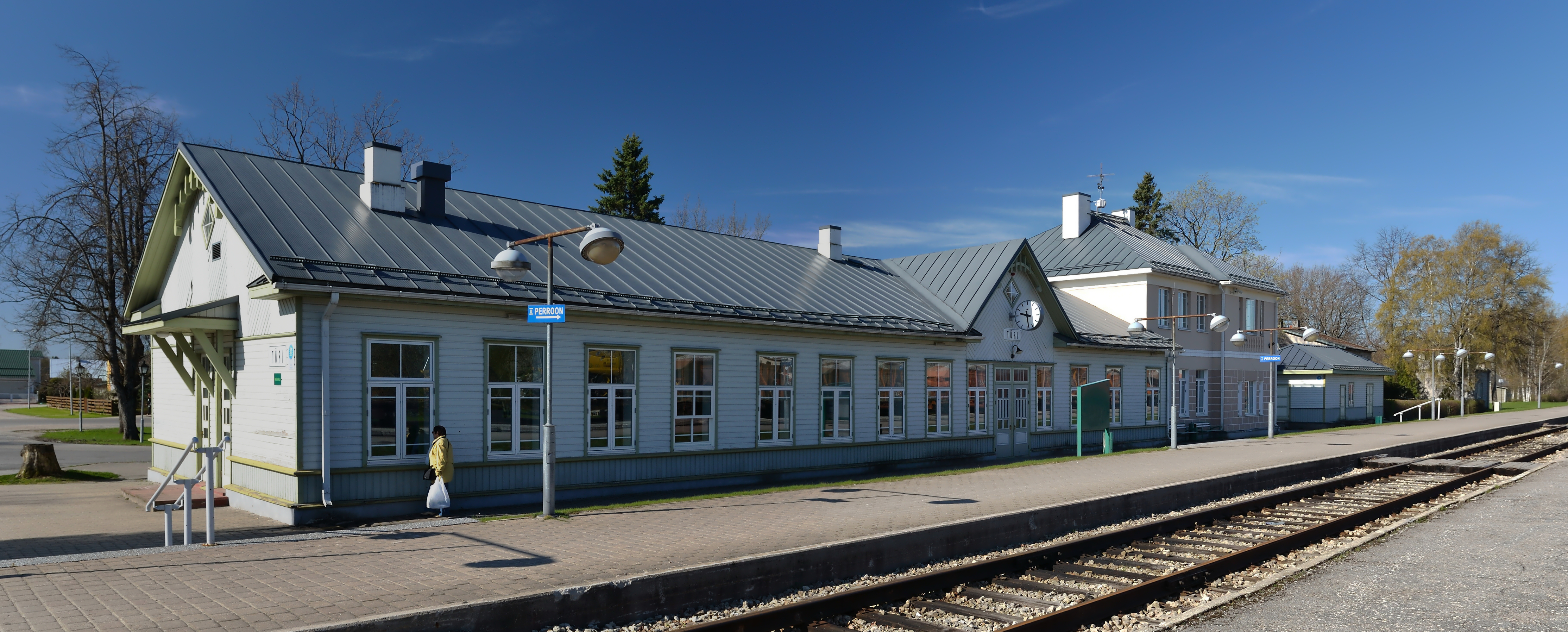
Gare de Türi.